# Terruggia
Terruggia (Trugia en piemontès) és un municipi situat al territori de la província d'Alessandria, a la regió del Piemont (Itàlia).
Limita amb els municipis de Casale Monferrato i Rosignano Monferrato.